# Amarjit Singh

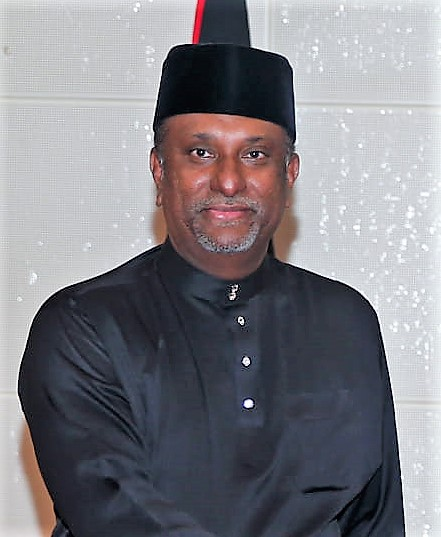
Amarjit Singh (2023)

Amarjit Singh Sarjit Singh ist ein Diplomat aus Malaysia.

## Werdegang
Singh absolvierte ein Studium ab der University of London und trat 2001 in den diplomatischen Dienst ein. Singh diente in Harare (Simbabwe), Astana (Kasachstan) und Hanoi (Vietnam) sowie im Außenministerium als Unterstaatssekretär der Abteilung Amerika und übernahm Aufgaben in der Abteilung Afrika und Südsahara sowie in der Abteilung Multilaterale Wirtschaft und Umwelt. Ab 2020 war Singh Unterstaatssekretär der Afrika-Abteilung.
Am 9. Januar 2023 wurde Singh vom Außenministerium zum neuen malaysischen Botschafter in Osttimor ernannt. Am 21. März übergab Singh seine Akkreditierung an den osttimoresischen Präsidenten José Ramos-Horta. Singh folgte damit Sarimah Akbar, deren Amtszeit bereits 2021 endete.